# Люди Победы
 «Люди Победы» — документальная серия книг-фотоальбомов, посвященная ветеранам Великой Отечественной войны. В каждом томе собраны по сто жизнеописаний ветеранов боевых действий. Героями книг стали жители Украины из всех областей государства. Книги написаны сообществом украинских журналистов в 2015—2019 гг..

## История проекта
С 2014 г. на телеканале «Интер» выходила рубрика в программе «Утро с „Интером“», в которой журналисты рассказывали о судьбах ветеранов Великой Отечественной. Это натолкнуло главного редактора канала Антона Никитина на идею создания серии книг о ветеранах. В том же году творческая группа канала начала работу над первым томом книги-фотоальбома, в которой описаны реальные истории очевидцев, тех, кто прошел Вторую мировую войну. Антон Никитин выступил главным редактором всех книг проекта.

#### Содержание и структура
В каждой книге проекта «Люди Победы» собраны сто историй жизней ветеранов Второй мировой войны. Книги имеют простую структуру: фотография ветерана на одной странице, его личная история — довоенный, боевой и послевоенный жизненный путь — на другой. Фотографии, сделанные специально для книги — краткая история непростой судьбы человека, прошедшего войну.
Названия томов:
1. «Люди Победы»
2. «Люди Победы. Будем жить!»
3. «Люди Победы. Наш полк»
4. «Люди Победы. Наше дело правое!»

## «Люди Победы» (2015)
Первый том серии был издан в 2015 году, к 70-летию Победы и к 71-й годовщине освобождения Украины от немецко-фашистских захватчиков, его героями стали сто современников — ветеранов войны из Киева и Киевской области.

#### Авторская группа
• Генеральный продюсер проекта — Анна Безлюдная

 • Главный редактор — Антон Никитин

 • Литературный редактор — Оксана Никитина

 • Бильд-редактор — Дмитрий Гораш

  Редакторы 

 • Татьяна Гурба

 • Анна Захарова

 • Ольга Марикуца

 • Елена Журавель

 • Юлия Иванченко

 • Ольга Романюк

 • Ольга Кузина
 Фотографы 

 • Дмитрий Сук

 • Дмитрий Ильченко

 • Владислав Дегтярь

## «Люди Победы. Будем жить» (2017)
В апреле 2017 года увидела свет следующая книга «Люди Победы. Будем жить!». На этот раз география книги расширилась — истории для второй книги журналисты и редакторы телеканала собирали по всей Украине. На момент сдачи проекта в печать, самому младшему из героев книги исполнилось 89 лет, старшему — 103 года.

#### Авторская группа
• Генеральный продюсер проекта — Анна Безлюдная

 • Главный редактор — Антон Никитин

 • Поисковый редактор — Юлия Иванченко

 • Литературный редактор — Оксана Никитина

 • Бильд-редактор — Дмитрий Гораш

 Редакторы

 • Татьяна Гурба

 • Анастасия Марадудина

 • Алиса Курейкина

 • Алиса Лебедева

 • Наталья Ковалева

 • Анастасия Пелешок

 • Ольга Марикуца

 • Андрей Чернышков

 • Полина Новицкая

 • Ксения маловажная

 • Ян Иванишин
 Фотографы 

 • Денис Мельник

 • Иван Наконечный

 • Дмитрий Робенко

 • Сергей Рыжков

## «Люди Победы. Наш полк» (2018)
24 апреля 2018 года телеканал «Интер» презентовал третью книгу о ветеранах Великой Отечественной — «Люди Победы. Наш полк». В третьем издании собраны истории ветеранов от Закарпатья до Луганская. Им от 89 до 104 лет.

#### Авторская группа
• Генеральный продюсер проекта — Анна Безлюдная

 • Главный редактор — Антон Никитин

 • Выпускающий редактор — Татьяна Гурба

 • Поисковый редактор — Юлия Иванченко

 • Литературный редактор — Оксана Никитина

 • Бильд-редактор — Дмитрий Гораш
 Редакторы 

 • Елена Савчук

 • Алиса Курейкина

 • Олег Карпенко

 • Алиса Лебедева

 • Елена Елагина

 • Ирина Юсупова

 • Владимир Мазур

 • Ксения маловажная

 • Ян Иванишин

 • Наталья Ковалева

 • Ирина Захарова

 • Вероника Гораш
 Фотографы 

 • Денис Мельник

 • Иван Наконечный

 • Сергей Рыжков

 • Дмитрий Робенко

 • Константин Мохнач

 • Алексей Бойко

 • Александр Шурлакова

 • Александр Цирюкин

 • Виталина Фоменко

## «Люди Победы. Наше дело правое» (2019)
В книге собраны истории боевых действий и жизни ветеранов Второй мировой Войны, рассказанные непосредственным участниками событий 1941—1945 годов.

Старший герой книги — Петр Асланович Петросян — 4 мая 2019 г. отпраздновал 101-летие. Всем героям книги уже за 90 лет. На обложке четвёртого тома — ветеран-артиллерист Юрий Владимирович Новицкий, который держит на руках своего правнука.

Эти книги являются тем материалом, по которому в обозримом будущем будут восстанавливать историческую правдуАнтон Никитин, главный редактор серии книг "Люди Победы"

#### Авторская группа
• Генеральный продюсер проекта — Анна Безлюдная

 • Главный редактор — Антон Никитин

 • Исполнительный продюсер — Евгений Смаглюк

 • Выпускающий редактор — Ян Иванишин

 • Поисковый редактор — Юлия Иванченко

 • Литературный редактор — Оксана Никитина

 • Бильд-редактор — Дмитрий Гораш

 Редакторы

 • Ирина Стецюк

 • Константин Тонкопряд

 • Олег Карпенко

 • Елена Елагина

 • Вероника Гораш

 • Иванна Беличенко

 • Егор Высоцкий

 • Алиса Лебедева
Фотографы

 • Юрий Томанюк

 • Дмитрий Робенко

 • Дмитрий Гораш

 • Сргий Рыжков

 • Иван Наконечный

 • Роман Чумак

## Экранизации и другие проявления
В 2016 году в Киеве в парке «Победа» открыли первый в Украине памятник ветеранам Великой Отечественной войны — «Люди Победы». Герои книги «Люди Победы» — летчик-истребитель Иван Селифонов и стрелок-радист Анна Коломейцева увековечены в бронзе.
9 мая 2017 г. на телеканале «Интер» состоялась премьера документального фильма собственного производства «Люди Победы. Будем жить!», главными героями которого стали ветераны — танкисты, летчики, пехотинцы, артиллеристы, партизаны, медики — герои одноимённой книги.
В мае 2017 г. в Киеве, в галерее «Соборная» Духовно-просветительского центра при Кафедральном соборе Украинской православной церкви (Московского патриархата) (г. Киев) прошла фотовыставка «Люди Победы». На экспозиции были представлены снимки ветеранов, вошедшие в книгу-фотоальбом «Люди Победы. Будем жить!».
В мае 2019 г. на «Интере» показали документальный фильм «Люди Победы. Наше дело правое!». Его героями стали ветераны, чьи истории вошли в четвёртый том книги-фотоальбома «Люди Победы», который увидел свет накануне 9 Мая.